# Epsilon barré
Cette page contient des caractères spéciaux ou non latins. S’ils s’affichent mal (▯, ?, etc.), consultez la page d’aide Unicode.
ɛ, appelé epsilon barré ou e ouvert barré, est une lettre additionnelle de l’écriture latine qui est utilisée dans la transcription phonétique de l’Atlas linguistique européen et celle de l’Atlas linguistique roman.

## Utilisation
Dans l’Atlas linguistique européen et l’Atlas linguistique roman, ‹ ɛ › représente une voyelle mi-basse centrale non arrondie, notée [ɜ] avec l’alphabet phonétique international,.

## Représentations informatiques
L’epsilon barré n’a pas de représentation informatique standardisée. Il peut être présenté à l’aide de formatage sur la lettre epsilon ‹ ɛ › ou en combinant la lettre epsilon avec une diacritique barre courte couvrante ‹ ɛ̵ › ou un diacritique barre longue couvrante ‹ ɛ̶ ›.